# Росомаха и лисица
«Росомаха и лисица» — советский мультфильм 1982 года, снятый на Свердловской киностудии по мотивам эвенкийской народной сказки.

## Сюжет
На берегу сибирской реки жила росомаха со своим стариком. Однажды предложила она старику перебраться на другой берег реки, где и зверей, и птицы больше водится. Да только лодки у них нет, перебраться на тот берег не на чем. Здесь, откуда ни возьмись, лисица-плутовка на лодке. Предложила она свою помощь: взялась переправить на другой берег сначала вещи, а потом и хозяйку. Росомаха обрадовалась, да только забыла, кому доверила своё добро. Так и остались бы старики-росомахи ни с чем, если бы им на помощь не пришёл дятел.

## Создатели
- Автор сценария — Сергей Козлов
- Режиссёр-постановщик — Галина Тургенева
- Художник-постановщик — Николай Павлов
- Оператор-постановщик — Валентин Баженов
- Композитор — Владислав Казенин
- Художник-декоратор — С. Суворов
- Куклы изготовили — Н. Малюкова, Е. Павлова, О. Россошанская, Ю. Ушаков
- Мультипликатор — Татьяна Мухлынина
- Звукооператор — Борис Фильчиков
- Монтажёр — Л. Пермякова
- Ассистент режиссёра — Н. Сеничкина
- Редактор — И. Дуйкова
- Директор картины — Валентина Хижнякова

## Роли озвучивали
- Валентин Никулин — текст от автора
- Зинаида Нарышкина — Росомаха-жена
- Евгений Весник — Росомаха-муж
- Клара Румянова — Лисица
- Александр Соловьёв — Дятел